# El Serrat Alt (Castellar de la Ribera)
El Serrat Alt és una muntanya de 822 metres que es troba al municipi de Castellar de la Ribera, a la comarca catalana del Solsonès.
A 320 metres al nord-oest hi trobem la masia de Les Cases, a 785 metres al nord-est, el cim del Serrat Escapçat, i a uns 400 metres al sud-oest, la casa de Viladebait.